# Soline (Bosiljevo)
Soline is een plaats in de gemeente Bosiljevo in de Kroatische provincie Karlovac. De plaats telt 44 inwoners (2001).